# Tour de France 1967
| 54. Tour de France 1967 – Endstand |                       |                           |
| Streckenlänge                      | 22 Etappen, 4780,4 km | 22 Etappen, 4780,4 km     |
| Toursieger                         | Roger Pingeon         | 136:53:50 h (34,920 km/h) |
| Zweiter                            | Julio Jiménez         | + 3:40 min                |
| Dritter                            | Franco Balmamion      | + 7:23 min                |
| Vierter                            | Désiré Letort         | + 8:18 min                |
| Fünfter                            | Jan Janssen           | + 9:47 min                |
| Sechster                           | Lucien Aimar          | + 9:47 min                |
| Siebenter                          | Felice Gimondi        | + 10:14 min               |
| Achter                             | Jos Huysmans          | + 16:45 min               |
| Neunter                            | Raymond Poulidor      | + 18:18 min               |
| Zehnter                            | Fernando Manzaneque   | + 19:22 min               |
| Grünes Trikot                      | Jan Janssen           | 154 P.                    |
| Zweiter                            | Guido Reybrouck       | 119 P.                    |
| Dritter                            | Georges Vandenberghe  | 111 P.                    |
| Bergwertung                        | Julio Jiménez         | 122 P.                    |
| Zweiter                            | Franco Balmamion      | 68 P.                     |
| Dritter                            | Raymond Poulidor      | 53 P.                     |
| Teamwertung                        | Frankreich            | Frankreich                |

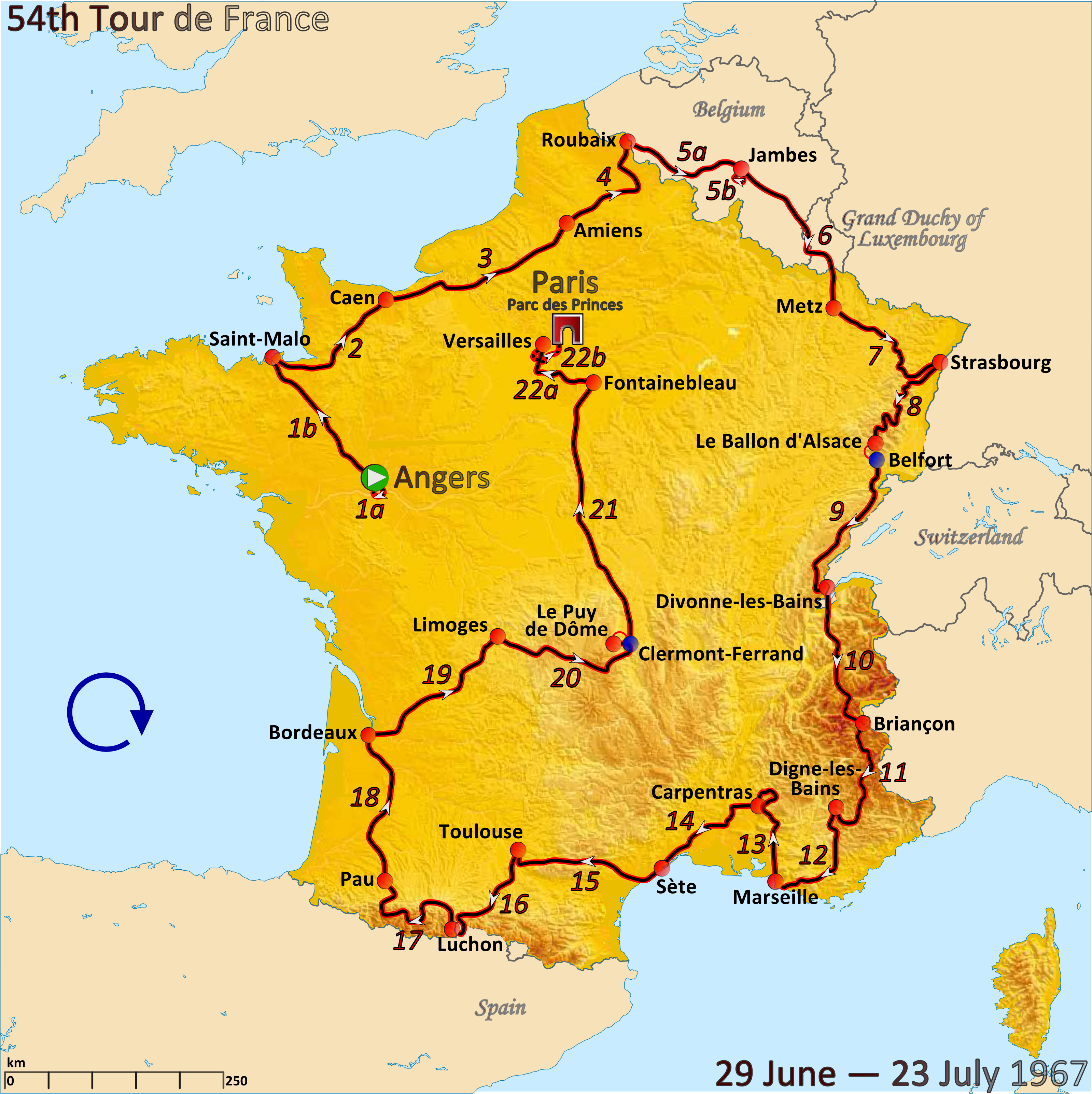
Streckenkarte der Tour de France 1967

Die 54. Tour de France fand vom 29. Juni bis zum 23. Juli 1967 statt und führte auf 22 Etappen über 4.780 km. Nach nur vier Jahren wurden die Markenteams wieder durch Nationalmannschaften ersetzt. Dies führte zu der Situation, dass kleinere Teams wie Großbritannien, um mit einer kompletten Mannschaft antreten zu können, mit Fahrern an den Start gingen, die zwar eine Profi-Lizenz hatten, real aber Freizeit-Radsportler waren wie etwa Arthur Metcalfe oder Peter Chisman. Es nahmen 130 Rennfahrer an der Rundfahrt teil, von denen 88 klassifiziert wurden.

## Rennverlauf
Zum ersten Mal begann 1967 eine Tour de France mit einem Prolog, den der Spanier José-Maria Errandonea gewann. Auf der fünften Etappe ins belgische Jambes konnte der Franzose Roger Pingeon nach einer Solofahrt einen Etappensieg feiern und das Gelbe Trikot übernehmen. Er verlor das Trikot zwar zwei Tage später an Raymond Riotte, doch bei der Etappe auf den Ballon d’Alsace konnte er es sich zurückholen. Pingeons Teamgefährte und Vorjahressieger Lucien Aimar gewann diese Etappe, er wurde am Ende der Tour Fünfter, zeitgleich mit dem Niederländer Jan Janssen, der ebenfalls eine Etappe gewinnen konnte.
Raymond Poulidor, der nach einem Sturz in den Vogesen geschwächt war, stellte sich in den Dienst der französischen Mannschaft und half Pingeon, seinen Vorsprung zu verteidigen. Poulidor konnte zudem noch das Zeitfahren auf der 22. Etappe gewinnen. Diese Schlussetappe war die letzte, die im Pariser Prinzenpark endete, der danach abgerissen wurde.
Der Spanier Julio Jiménez, der am Ende Gesamtzweiter wurde, gewann zum dritten Mal die Bergwertung. Jan Janssen konnte das Grüne Trikot gewinnen.
Überschattet wurde die Tour de France vom Tod des Briten Tom Simpson, der nach Doping mit Alkohol und Amphetaminen beim Anstieg auf den Mont Ventoux in der prallen Sonne zusammenbrach. Simpson, der bei der Tour de France 1962 für einige Tage das Gelbe Trikot trug und Sechster wurde, hatte früh auf der Etappe nach Carpentras über den Mont Ventoux attackiert. Rund zwei Kilometer vor dem Gipfel des Ventoux, nachdem ihn einige Fahrer überholt hatten, brach Simpson zusammen. Er konnte auch von seiner Teamleitung nicht dazu gebracht werden, das Rennen aufzugeben und stieg erneut auf sein Rad. Nach weiteren 500 Metern fiel er bewusstlos vom Rad und konnte auch durch Beatmung und schnellen Transport mit einem Hubschrauber in ein Krankenhaus nicht mehr gerettet werden. In Simpsons Trikottasche wurden drei Ampullen mit Amphetaminen gefunden.
Am nächsten Tag einigten sich die Fahrer mit der Tourleitung darauf weiterzufahren, gestanden den Tagessieg auf der folgenden Etappe einem Landsmann Simpsons zu: Barry Hoban durfte zu Ehren Simpsons drei Minuten vor dem Peloton das Ziel erreichen.

## Die Etappen
| Etappen        | Tag      | Start – Ziel                     | km         | Etappensieger         | Gelbes Trikot         |
| -------------- | -------- | -------------------------------- | ---------- | --------------------- | --------------------- |
| 1. Etappe (a)  | 29. Juni | Angers                           | 5,8 (EZF)  | José-Maria Errandonea | José-Maria Errandonea |
| 1. Etappe (b)  | 29. Juni | Angers – Saint-Malo              | 185,5      | Walter Godefroot      | José-Maria Errandonea |
| 2. Etappe      | 30. Juni | Saint-Malo – Caen                | 180        | Willy Van Neste       | Willy Van Neste       |
| 3. Etappe      | 1. Juli  | Caen – Amiens                    | 248        | Marino Basso          | Giancarlo Polidori    |
| 4. Etappe      | 2. Juli  | Amiens – Roubaix                 | 191        | Guido Reybrouck       | Joseph Spruyt         |
| 5. Etappe (a)  | 3. Juli  | Roubaix – Jambes (BEL)           | 172        | Roger Pingeon         | Roger Pingeon         |
| 5. Etappe (b)  | 3. Juli  | Jambes (BEL) – Jambes (BEL)      | 17 (MZF)   | Belgien               | Roger Pingeon         |
| 6. Etappe      | 4. Juli  | Jambes (BEL) – Metz              | 238        | Herman Van Springel   | Roger Pingeon         |
| 7. Etappe      | 5. Juli  | Metz – Straßburg                 | 205,5      | Michael Wright        | Raymond Riotte        |
| Ruhetag        |          |                                  |            |                       |                       |
| 8. Etappe      | 7. Juli  | Straßburg – Ballon d'Alsace      | 215        | Lucien Aimar          | Roger Pingeon         |
| 9. Etappe      | 8. Juli  | Belfort – Divonne-les-Bains      | 238,5      | Guido Reybrouck       | Roger Pingeon         |
| 10. Etappe     | 9. Juli  | Divonne-les-Bains – Briançon     | 243        | Felice Gimondi        | Roger Pingeon         |
| 11. Etappe     | 10. Juli | Briançon – Digne-les-Bains       | 197        | José Samyn            | Roger Pingeon         |
| 12. Etappe     | 11. Juli | Digne-les-Bains – Marseille      | 207,5      | Raymond Riotte        | Roger Pingeon         |
| Ruhetag        |          |                                  |            |                       |                       |
| 13. Etappe     | 13. Juli | Marseille – Carpentras           | 211,5      | Jan Janssen           | Roger Pingeon         |
| 14. Etappe     | 14. Juli | Carpentras – Sète                | 201,5      | Barry Hoban           | Roger Pingeon         |
| 15. Etappe     | 15. Juli | Sète – Toulouse                  | 230,5      | Rolf Wolfshohl        | Roger Pingeon         |
| Ruhetag        |          |                                  |            |                       |                       |
| 16. Etappe     | 17. Juli | Toulouse – Luchon                | 188        | Fernando Manzaneque   | Roger Pingeon         |
| 17. Etappe     | 18. Juli | Luchon – Pau                     | 250        | Raymond Mastrotto     | Roger Pingeon         |
| 18. Etappe     | 19. Juli | Pau – Bordeaux                   | 206,5      | Marino Basso          | Roger Pingeon         |
| 19. Etappe     | 20. Juli | Bordeaux – Limoges               | 217        | Jean Stablinski       | Roger Pingeon         |
| 20. Etappe     | 21. Juli | Limoges – Puy de Dôme            | 222        | Felice Gimondi        | Roger Pingeon         |
| 21. Etappe     | 22. Juli | Clermont-Ferrand – Fontainebleau | 359        | Paul Lemeteyer        | Roger Pingeon         |
| 22. Etappe (a) | 23. Juli | Fontainebleau – Versailles       | 104        | René Binggeli         | Roger Pingeon         |
| 22. Etappe (b) | 23. Juli | Versailles – Paris               | 46,6 (EZF) | Raymond Poulidor      | Roger Pingeon         |